# Carla Lazzari
Carla Lazzari (Nizza, 19 agosto 2005) è una cantante francese.
Ha rappresentato la Francia al Junior Eurovision Song Contest 2019 con il brano Bim bam toi.

## Biografia
Figlia di una professoressa di canto e di un trombettista, Carla Lazzari ha iniziato a prendere lezioni di canto all'età di 5 anni. È salita alla ribalta nel 2018 con la sua partecipazione alla quinta edizione della versione francese del talent show The Voice Kids, dove ha fatto parte del team di Patrick Fiori. È arrivata in finale, e si è piazzata quarta.
L'anno successivo è stata selezionata per rappresentare il suo paese al Junior Eurovision Song Contest 2019 a Gliwice, in Polonia, dove ha cantato Bim bam toi. Si è piazzata 5ª su 19 partecipanti con 169 punti totalizzati; nel voto del pubblico è arrivata 3ª. Il suo brano è diventato virale su TikTok e YouTube, e ha scalato la classifica francese fino ad arrivare alla 111ª posizione; ha inoltre raggiunto il 63º posto nella classifica della Vallonia, la metà francofona del Belgio.
Dopo aver firmato con la MCA Records, succursale della Universal Music France, nel maggio del 2020 ha pubblicato il suo album di debutto L'autre moi, che è arrivato 38º in classifica in Francia e 168º in Vallonia.

## Discografia

### Album

#### Con Les Petites Canailles
- 2019 – Les Petites Canailles chantent Salut les copains

#### Con Green Team
- 2020 – Les Enfants du monde

#### Solista
- 2020 – L'autre moi
- 2021 – Sans filtre

### Singoli
- 2019 – Bim bam toi
- 2020 – L'autre moi
- 2020 – Trois petits pas
- 2020 – Siffler sur la colline (con Jonathan Dassin)
- 2020 – Nous serons là (con Samuel)
- 2020 – Cœur sur toi
- 2021 – Alors chut
- 2021 – Summer Summer
- 2022 – Déçue
- 2022 – Bye Bye